# Priznanje „Dr. Josip Andrić“
Priznanje „Dr. Josip Andrić“ je priznanje koje dodjeljuje Hrvatsko narodno vijeće Republike Srbije za doprinos hrvatskoj kulturi. Nazvana je po muzikologu Josipu Andriću iz Plavne. Nagrada je utemeljena 4. listopada 2013. na 59. redovitoj sjednici Hrvatskog nacionalnog vijeća održanoj u Gradskoj kući u Srijemskoj Mitrovici.
Na redovitoj sjednici HNV-a održanoj 13. prosinca 2013. godine u Subotici donesena je odluka da se 2013. dodijeli nagrada „Dr. Josip Andrić“ za doprinos hrvatskoj kulturi dodijeli Lazaru Merkoviću (1926.), a na prijedlog Zavoda za kulturu vojvođanskih Hrvata. Obrazloženje: Merković je "bio i ostao jedna od najzaslužnijih osoba koje su osigurale kontinuitet pisane hrvatske riječi u književnosti, odgajatelj cijele plejade hrvatskih književnika iz Vojvodine, a kao kulturni djelatnik bio je pokretač ili sudionik većine aktivnosti na planu književnosti Hrvata u Vojvodini, čije postojanje danas uvelike jest i posljedica njegova djelovanja."
Na svečanoj sjednici 12. prosinca 2014. dodijeljena je nagrada „Dr. Josip Andrić“ Zvonimiru Pelajiću, umirovljenom nastavniku glazbenog iz Plavne, koji je dao veliki doprinos u radu HKUPD-a „Matoš” iz Plavne, u čijoj organizaciji održavaju se Dani A. G. Matoša i dr. Josipa Andrića.